# Onthophagus ohbayashii
Onthophagus ohbayashii es una especie de insecto del género Onthophagus, familia Scarabaeidae, orden Coleoptera.

Fue descrita científicamente por Nomura en 1939.